# 中日老鹳草
中日老鹳草（学名：Geranium nepalense var. thunbergii）为牻牛儿苗科老鹳草属下的一个变种。